# Centropogon elmanus
Centropogon elmanus är en klockväxtart som beskrevs av Franz Elfried Wimmer. Centropogon elmanus ingår i släktet Centropogon och familjen klockväxter. Inga underarter finns listade i Catalogue of Life.